# Sieggraben
Sieggraben es una localidad del distrito de Mattersburg, en el estado de Burgenland, Austria. Tiene una población estimada, a principios del año 2021, de 1251 habitantes.
Está ubicada en el centro-norte del estado, cerca del lago Neusiedl, de la frontera con Hungría y al sureste de Viena